# Frontierland

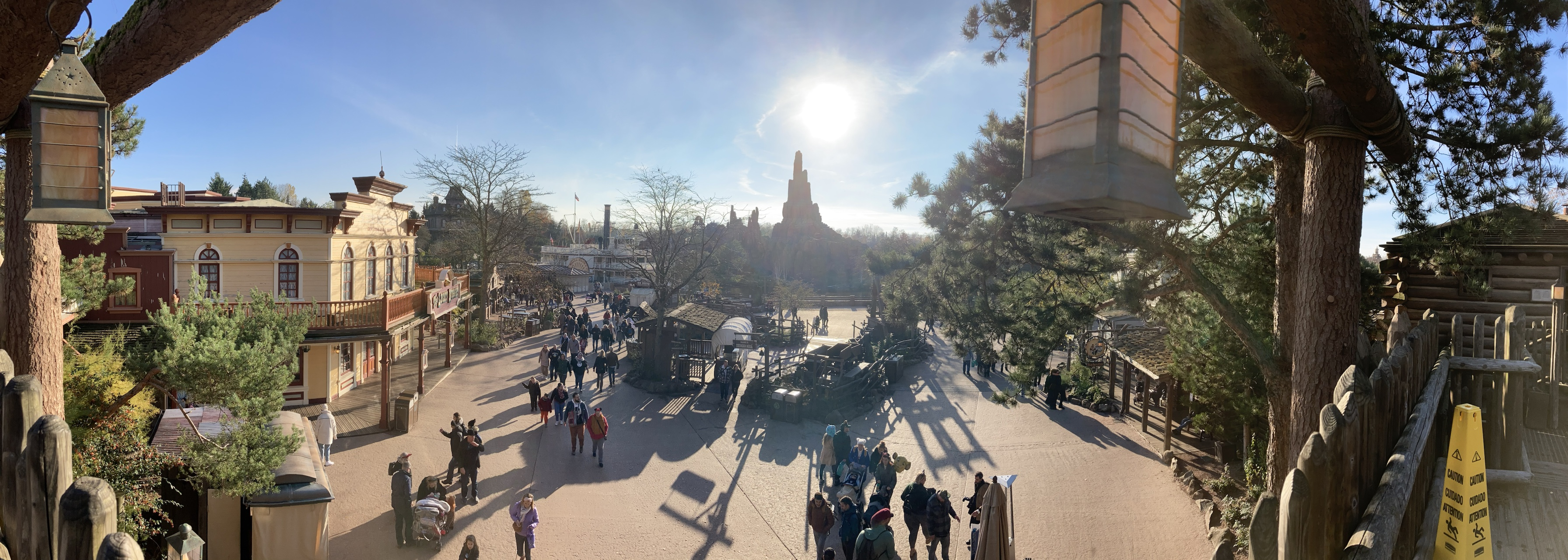
Uno scorcio della Frontierland del Disneyland Park a Disneyland Paris, vista dal Fort Comstock sua porta di passaggio ufficiale. In lontananza, a sinistra, si può scorgere Phantom Manor.

Frontierland è una delle aree a tema presente in tutti i parchi Disney (ad eccezione di Hong Kong Disneyland). Il tema dell'area si ispira al vecchio far west americano del 1800, in special modo al periodo della Corsa all'oro.

## Storia
Frontierland nacque per la prima volta nel primo parco tematico Disneyland, ad Anaheim, California. Facendone così di  una delle prime aree tematiche del parco. Questa area del parco è stata ideata da Walt Disney stesso. Inizialmente Frontierland conteneva poche attrazioni. L'attrazione più importante dell'area era il "Mine Train Through Nature's Wonderland" aperta nel lontano 1960, che consisteva in un lento giro a bordo di un treno passando attraverso repliche in miniatura di città dell'epoca. Però nel 1977 venne chiuso per poter far posto in futuro ad una delle più famose mine coaster al mondo: il Big Thunder Mountain, aprendo dopo due anni di lavoro, ossia nel 1979. L'ingresso di Frontierland è costruito interamente con tronchi di pino. Lungo la battigia del Rivers of America è possibile poter vedere lo spettacolo di luci e suoni Fantasmic.

## Attrazioni
- Pirate's Layr on Tom Sawyer Island
- The Golden Horseshoe Stage
- Frontierland Shootin Exposition
- Mark Twain Riverboat
- Sailing Ship Columbia
- Big Thunder Mountain Railroad
- Big Tunder Ranch

### Ristoranti
- River Belle Terrace
- Stage Door Cafè
- The Goldel Horseshoe
- Rancho Del Zocalo Restaurante
- Big Thunder Ranch Barbecue

## Frontierland a Magic Kingdom
All apertura del Walt Disney World Resort, a Orlando (Florida) al Magic Kingdom era già presente l'area tematica Frontierland con tre attrazioni: la stazione del treno, le canoe di Davy Crockett e la nuovissima attrazione, il Jamboree Bear Country. La Tom Sawyer Island aprì nel 1973 e nel 1980 fece la sua comparsa anche in questo secondo parco il Big Thunder Mountain. Invece nel 1991 iniziarono i lavori per una nuova attrazione acquatica a est di Big Thunder Mountain, che finirono nel 1993, aprendo così al pubblico una nuova attrazione: Splash Mountain.

### Attrazioni
- Big Thunder Mountain Railroad
- Country Bear Jamboree
- Tom Sawyer Island
- Splash Mountain
- Monorotaia di Walt Disney World

### Ristoranti
- Golden Oak Outpost
- Pecos Bill Tall Tale Inn & Café
- Westward Ho
- The Diamond Horseshoe